# Боккхорнер-Бах
Боккхорнер-Бах (нем. Bockhorner Bach) — река в Германии, протекает по земле Северный Рейн-Вестфалия и Нижняя Саксония. Правый приток реки Элтигмюленбах. Участок реки на территории Нижней Саксонии носит название Дюммер-Бах.
Боккхорнер-Бах берёт начало примерно в 3,3 км севернее Гландорфа и в 3,1 км юго-восточнее Линена. Течёт в юго-западном направлении, русло реки спрямлено каналами. Устье реки находится на высоте 53 м примерно в 4 км к северу от Остбеверна.
Общая длина реки составляет 11,7 км, площадь водосборного бассейна — 29,818 км².
Речной индекс 33462. Система водного объекта: Элтигмюленбах → Глане → Эмс → Северное море. Перепад высоты 23 м.